# Eliot Zigmund
Eliot Zigmund (14. april 1945 i New York USA) er en amerikansk jazztrommeslager.
Zigmund har mest arbejdet som sessionmusiker i jazzen. Han har spillet og indspillet med Bill Evans, Michel Petrucciani, Eddie Gomez, Steve Swallow, Stan Getz, Jim Hall, Chet Baker, Dionne Warwick og The Pointer Sisters.
Han har undervist på William Paterson College og New York University.